# 墨脱小头蛇
墨脱小头蛇（学名：Oligodon lipipengi）一种于中华人民共和国西藏自治区墨脱县背崩乡发现的爬行动物，隶属于游蛇科小头蛇属。种加词源自本种模式标本的采集者，沈阳师范大学两栖爬行动物研究所李丕鹏教授的名字。

## 保护
本种于2023年被收录入《有重要生态、科学、社会价值的陆生野生动物名录》。